# 嶽山正二郎
嶽山 正二郎（たけやま しょうじろう）は、日本の物理学者。東京大学名誉教授。文部科学大臣表彰科学技術賞受賞。

## 人物・経歴
1976年京都工芸繊維大学工芸学部卒業。1980年京都工芸繊維大学大学院工芸学研究科電気系修了。1983年大阪大学大学院基礎工学研究科物理系後期課程単位取得退学、東京大学物性研究所極限物性部門超強磁場助手。
1991年姫路工業大学助教授。1997年東京大学物性研究所極限環境部門客員所員。1999年千葉大学理学部教授、大阪大学極限科学研究センター教授併任。2001年千葉大学学長補佐。2002年千葉大学理学部物理学科長。
2003年東京大学物性研究所教授。2006年東京大学物性研究所附属国際超強磁場科学研究施設長。2018年A.I.Pavlovsky Prize受賞。2019年定年退職、東京大学名誉教授。世界記録となる超磁場発生装置の開発を行い、令和2年度文部科学大臣表彰科学技術賞（研究部門）を受賞した。